# 昂格雷斯
昂格雷斯（法語：Angresse，法語發音：[ɑ̃ɡʁɛs]）是法国朗德省的一个市镇，属于达克斯区。

## 地理
昂格雷斯（43°39'32"N, 1°22'20"W）面积7.68 平方千米，位于法国新阿基坦大区朗德省，该省份为法国西南部沿海省份，是法國本土面积第二大的省，北起吉倫特省，西临大西洋，南至大西洋比利牛斯省，东临热尔省，东北与洛特-加龍省接壤。
与昂格雷斯接壤的市镇（或旧市镇、城区）包括：贝内斯马雷讷、卡布勒通、圣樊尚德蒂罗斯、索比永、塞尼奥斯、索尔茨-奥斯戈尔。

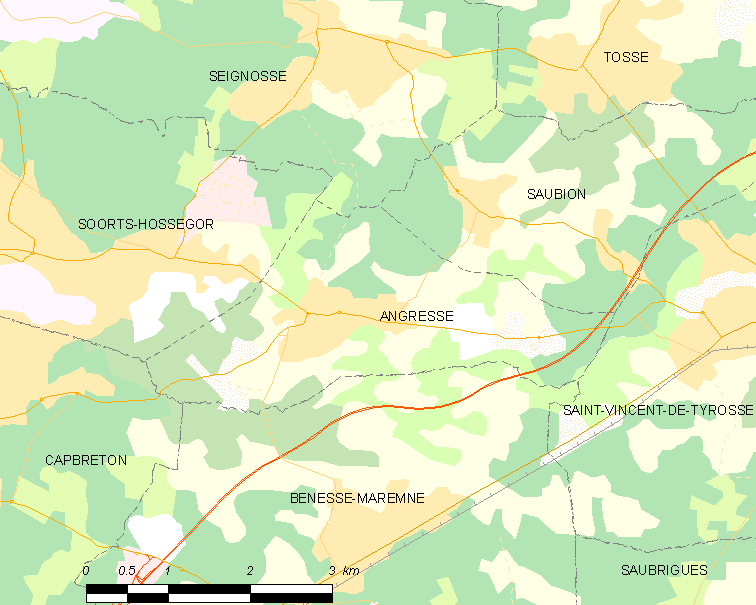
昂格雷斯的OSM定位图

昂格雷斯的时区为UTC+01:00、UTC+02:00（夏令时）。

## 行政
昂格雷斯的邮政编码为40150，INSEE市镇编码为40004。

## 政治
昂格雷斯所属的省级选区为马朗桑南县。

## 人口

1962-2008年间昂格雷斯人口变化图示

昂格雷斯于2022年1月1日时的人口数量为2241人。